# Radioizotopový termoelektrický generátor

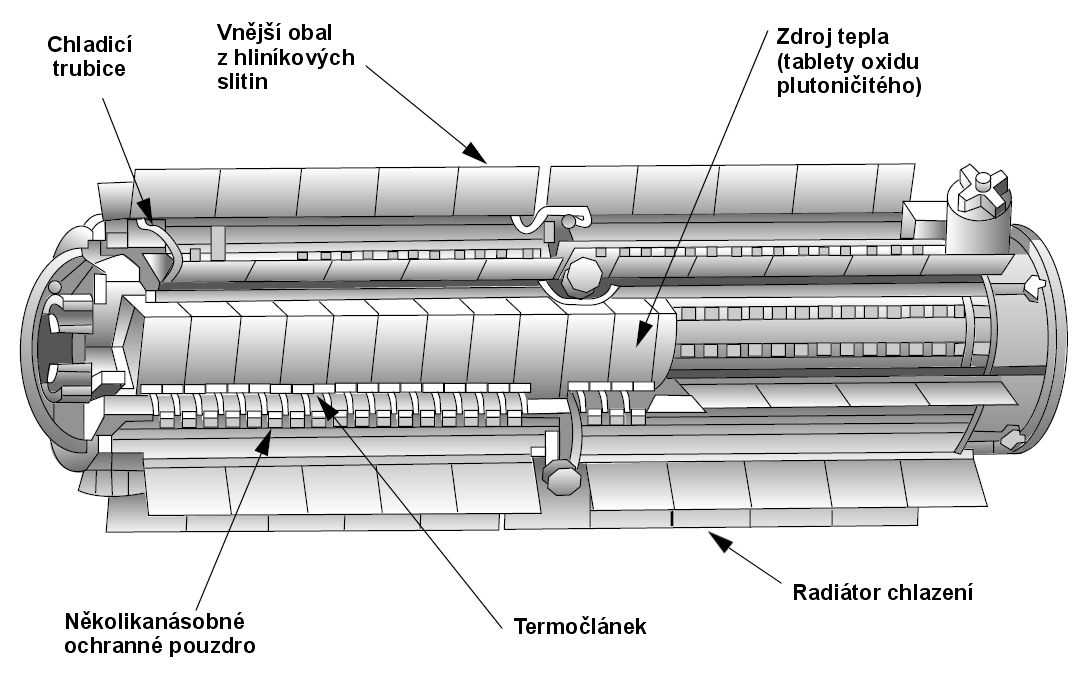
Schéma RTG sondy New Horizons</br />Obrázek: NASA/APL

Radioizotopový termoelektrický generátor, zkratkou RTG (z angl. Radioisotope Thermoelectric Generator) je dlouhodobý a spolehlivý zdroj stejnosměrného elektrického proudu, využívající k získání tepelné energie rozpadu radioaktivních prvků.

## Charakteristika
Jako zdroj tepelné energie se nejčastěji používá izotopu plutonia-238 ve formě oxidu plutoničitého 238PuO2. Tento materiál je slisován do tvaru velkých tablet (nízkého válce), které jsou zahřátím na vysokou teplotu slinuty do bloků podobných keramice. Následně jsou z bezpečnostních důvodů jednotlivé tablety uzavřeny do kovových pouzder z velice houževnatého a pevného kovu (obvykle iridia) a ta jsou ještě opatřena tepelnou ochranou z uhlíkového laminátu. Tyto tzv. topné elementy jsou sestaveny do trubice, obvykle z nerezové oceli, k jejímuž vnějšímu povrchu jsou přitisknuty jedny konce (tzv. teplé) polovodičových termočlánků. Opačné konce (studené) jsou přitisknuty k vnějšímu obalu, který je vybaven obvykle chlazením kapalinou cirkulující pod vlivem kapilárních sil. Vnější obal je opět mnohovrstvý, tvořený protinárazovou vrstvou a vrstvou tepelné ochrany. Vnější konstrukční povrch, obvykle vyrobený z hliníkových slitin, je opatřen lopatkovými radiátory, odvádějícími odpadní teplo do okolního prostoru.
Izotop 238Pu je používán zejména proto, že má přiměřeně dlouhý poločas rozpadu (87,7 roku) a rozpadá se α-rozpadem. Vznikající částice α jsou snadno zachyceny již poměrně tenkou vrstvou kovu, přičemž se jejich kinetická energie zcela přemění v tepelnou. V důsledku toho nemá ionizující záření plutonia nežádoucí degradační vliv na polovodičové termočlánky, ani nevystavuje lidskou obsluhu zdravotním rizikům.

## Použití
Radioizotopové termoelektrické generátory jsou užívány jako dlouhodobé zdroje elektrického proudu např. pro automatické monitorovací stanice v odlehlých oblastech a na moři pro potřeby meteorologie a oceánografie, ale především v kosmických aplikacích. Byly použity např. u prvních amerických navigačních družic typu Transit, ve vědeckých stanicích ALSEP umístěných na povrchu Měsíce posádkami lunárních expedic projektu Apollo nebo též při průzkumu vnější sluneční soustavy sondou Pioneer 10. Jsou nenahraditelným zdrojem proudu pro kosmické sondy vyslané do velkých vzdáleností od Slunce, kde použití fotovoltaických (slunečních) baterií nepřichází v úvahu.

## Bezpečnostní opatření
V pozemních aplikacích musí být zajištěno, aby nedošlo k poškození ochranných pouzder, zejména činností nepovolaných osob. Zneužití radioaktivního materiálu pro výrobu jaderné bomby nepřichází prakticky v úvahu, protože izotop 238Pu nelze použít jako štěpný materiál pro výrobu nukleárních náloží. Mohl by ale sloužit pro výrobu tzv. špinavé bomby.
V kosmických aplikacích je mnohavrstvou mechanickou a tepelnou izolací zajištěno, že i v případě havárie (exploze) nosné rakety se radioaktivní materiál s velmi vysokou pravděpodobností nedostane do kontaktu s přírodním prostředím. Z celkem 30 použití RTG v kosmických aplikacích došlo ve 3 případech k havárii nosné rakety a pouze v jednom případě se v atmosféře rozptýlilo určité množství radioaktivního materiálu, ve srovnání s množstvími uvolněnými do přírodního prostředí při zkouškách nukleárních zbraní zcela zanedbatelné. I kdyby se keramický oxid plutoničitý uvolnil, pak jeho mechanické vlastnosti jsou takové, že by se maximálně rozlomil na větší kusy, v žádném případě by se však neuvolnil ve formě nebezpečnějších prachových částic. Kromě toho je PuO2 zcela nerozpustný ve vodě a obtížně se rozpouští i ve velmi koncentrovaných kyselinách.